# Tadeusz Cybulski
Tadeusz Cybulski h. Prawdzic (ur. 31 marca 1878 w Krakowie, zm. 30 października 1954 tamże) – prawnik, malarz, rzeźbiarz, krytyk i scenograf.

## Życiorys
Syn Augusta i Michaliny z Włodarskich. Absolwent Wydziału Prawa UJ, po obronie doktoratu z prawa w 1905 podjął studia w krakowskiej ASP. W latach 1905–1910 studiował rzeźbę pod kierunkiem Konstantego Laszczki. W latach 1918–1920 odbył studia malarskie w pracowni Wojciecha Weissa. W 1921 ożenił się z Różą Czarnowską i porzucił zawód prawnika. W kwietniu 1924 roku wraz z żoną i znajomymi udał się w podróż po Europie, której głównym celem była Francja i Włochy. Swoje wrażenia z pobytu w Paryżu, Marsylii, Saint Tropez, Cannes i Wenecji opisał w opublikowanej w 1925 roku książce pt. "Poprzez formę i kolor. Wrażenia z podróży". W Paryżu spotkał się z Olgą Boznańską i Józefem Pankiewiczem, w którego pracowni przez tydzień studiował malowanie aktu. 
W latach 1924–1925 studiował w Paryżu pod kierunkiem Józefa Pankiewicza.
Malował pejzaże (Planty krakowskie, 1926), martwe natury i studia portretowe. Rzeźbił portrety zaprzyjaźnionych osób. Projektował kostiumy i scenografie teatralne np. do Wyzwolenia Stanisława Wyspiańskiego, wystawianego przez teatr „Cricot” w 1938.
Był członkiem Cechu Artystów Plastyków „Jednoróg”, Zrzeszenia Artystów Plastyków „Zwornik”, a w latach 1913–1918 pełnił funkcję wiceprezesa Towarzystwa Przyjaciół Sztuk Pięknych.
Pochowany został na cmentarzu Rakowickim (kwatera HA-płd-po prawej Schoenów).